# ضمان المزرعة في إسكتلندا
ضمان المزرعة في اسكتلندا استخدم مصطلح ضمان المزرعة لأول مرة في اسكتلندا في أواخر الثمانينات من القرن العشرين لوصف خطط جديدة لإصدار الشهادات أنشأها المزارعون وموردو اللحوم والمستهلكون والوكالات الداعمة، استجابة لمخاوف المستهلكين حول إنتاج الأغذية.
وشملت هذه المنظمات الداعمة : الاتحاد الوطني للمزارعين في اسكتلندا، و الجمعية الاسكتلندية لتجار اللحوم، ومجلس المستهلكين الاسكتلندي، والمشروع الاسكتلندي، ومجلس تنمية المرتفعات والجزر، ولجنة اللحوم والمواشي، والكلية الزراعية الاسكتلندية.
وقد أدخلت هذه المخططات تدقيقًا مستقلًا على مستوى عمل المزرعة لرعاية الحيوان والرعاية البيئية وكفاءة الموظفة.
كان أول خطة لضمان المزرعة هي مبادرة صناعة الخنازير الاسكتلندية، التي تأسست في عام 1990. يليها Farm Assured Scotch Lamb وScottish Quality Cereals.
المنتجات التي يتم إنتاجها من خلال هذه المخططات يحمل علامتي سكوتش والاسكتلندية (مثل سكوتش بيف).
سرعان ما تبعت القطاعات الزراعية الأخرى في اسكتلندا، قام منتجو السلمون الاسكتلنديون بترتيب خطط ضمان مماثلة (السلمون الإسكتلندي الجودة، وسلمون شتلاند الجودة) خلال نفس، يليهم التراوت المستزرع.
أنشأ المزارعون في إنجلترا خطط ضمان المزارع الخاصة بهم (وأحيانًا على مستوى المملكة المتحدة) في النصف الثاني من التسعينيات، والتي تم تضمينها في نهاية المطاف ضمن معايير الأغذية المضمونة التي تدير علامة "Red Tractor".
واتخذت بقية أوروبا ضمان المزرعة في أواخر 1990 (على سبيل المثال EurepGap) مع العديد من أجزاء أخرى من العالم اعتماد ضمان المزرعة في أوائل 2000 (على سبيل المثال Global Gap).

## شهادة جودة الغذاء الاسكتلندية
شهادة الجودة الغذائية الاسكتلندية هي شركة مستقلة تراقب المنتجات الزراعية الاسكتلندية. تأسست في عام 1995 وكانت أول شركة في العالم لتصديق للمزارع والأغذية المعتمدة لدليل ISO 65، بحلول أواخر تسعينيات القرن العشرين، حصلت الشركة على ما يقرب من 15000 مزرعة (حوالي 90٪ من الإنتاج الزراعي الإسكتلندي).